# Drymeia aeneoventrosa
Drymeia aeneoventrosa är en tvåvingeart som beskrevs av Fan, Jin och Wu Yar 1990. Drymeia aeneoventrosa ingår i släktet Drymeia och familjen husflugor.
Artens utbredningsområde är Qinghai (Kina). Inga underarter finns listade i Catalogue of Life.